# Война викуний и басков
Война викуний и басков (исп. Guerra de Vicuñas y Vascongados, баск. Bikuinen eta euskaldunen arteko gerra) или просто Война викуний — вооружённый конфликт между населением баскского и испанского происхождения в Верхнем Перу (современной Боливии) с июня 1622 по март 1625 года. Неформальный термин «викунья» для обозначения небаскских выходцев из Испании в этом регионе появился из-за их привычки носить шляпы из шкур викуньи.

## История конфликта
Конкуренция за контроль над серебряными рудниками в Потоси, Липесе и Чичасе обострилась в начале XVII века, столкнув басков и «викуний» друг с другом. Первоначально последние использовали юридические и политические меры, чтобы заблокировать попытки басков монополизировать контроль над добычей серебра и местным кабильдо (муниципальным советом) Потоси. Однако эти усилия не дали результатов. С 1615 года случались насильственные столкновения между этими группами, которые переросли в открытый гражданский конфликт в 1622 году после убийства баска на улице Потоси.
«Викуньи» во главе с Антонио Хельдресом смогли привлечь на свою сторону значительную часть остальных креолов, а также метисов и коренного населения. Однако в стане самих викуний не были единства: их разрывали внутренние распри между жителями Новой Кастилии и Эстремадуры, с одной стороны, и андалузцами, с другой (последние в итоге прекратили участие в восстании).
Война настроила друг против друга и различные группы в администрации вице-короля (наместника): некоторые поддерживали претензии басков на гегемонию, другие же придерживались примирительного подхода к повстанцам-викуньям. Среди участвовавших в конфликте были руководители Королевской аудиенсии Чаркас, чиновники казначейства, коррехидор Потоси и визитадор (отправленный в этот район для проверки финансовых отчётов).
К марту 1624 года повстанцы-викуньи убили 64 человека. Однако контроль басков над городом и рудниками не был сломлен. Баскские лидеры умоляли короля Испании Филиппа IV о вмешательстве. В ответ монарх отдал вице-королю Перу приказы о решительных действиях против викуний. Между 1624 и 1625 годами вице-королевским властям удалось схватить нескольких ключевых лидеров повстанцев и казнить сорок из них.
Война продлилась три года, так и не приведя к решающей победе какой-то из сторон. Из-за взаимного истощения ими было достигнуто соглашение о прекращении боевых действий. Частью урегулирования конфликта стал брак между детьми двух лидеров противоборствующих лагерей: сыном баскского вождя Франсиско Оянуме и дочерью повстанческого генерала Кастильо. В апреле 1625 года был издан королевский указ о помиловании всех бойцов «викуний», за исключением совершивших кровавые преступления. Некоторые «викуньи» продолжали и дальше заниматься бандитизмом, но уже без этнополитического подтекста. Однако соперничество басков и «викуний» продолжалось ещё столетие.
15 марта 1626 года инхении Потоси были уничтожены сильным наводнением. Это событие было истолковано как божественное наказание за недавние кровопролития.
Позднейшая историография подчёркивала роль социально-экономических противоречий как катализаторов войны, рассматривая её не так как этнополитическую, сколько как классовую борьбу.